# Европско првенство у атлетици за јуниоре 2011 — 800 метара за јуниорке
Такмичење у трчању на 800 метара у женској конкуренцији на 21. Европском првенству у атлетици за јуниоре 2011. у Талину Естонија одржано је 21. и 23. јула 2011. на Kadriorg Stadium-у.
Титулу освојену у Новом Саду 2009, није бранила Мирела Лаврик из Румуније јер је прешла у млађе сениоре.

## Земље учеснице
Учествовале су 21 такмичарка из 16 земаља.
1. Белорусија (1)
2. Гибралтар (1)
3. Италија (1)
4. Мађарска (1)
5. Немачка (1)
6. Португалија (1)
7. Румунија (1)
8. Русија (2)
9. Србија (1)
10. Уједињено Краљевство (1)
11. Украјина (2)
12. Француска (1)
13. Хрватска (2)
14. Чешка (1)
15. Швајцарска (2)
16. Шпанија (2)

## Квалификациона норма
| Норма   |
| ------- |
| 2:10,00 |

## Освајачи медаља
|                              |                                   |                          |
| Анастасија Ткачук · Украјина | Ровена Кол · Уједињено Краљевство | Ајвика Маланова · Русија |

## Сатница
| Датум   | Време | Коло          |
| ------- | ----- | ------------- |
| 21. јул | 16:20 | Квалификације |
| 23. јул | 17:15 | Финале        |

## Рекорди
| Рекорди пре почетка Европског првенства 2011. | Рекорди пре почетка Европског првенства 2011. | Рекорди пре почетка Европског првенства 2011. | Рекорди пре почетка Европског првенства 2011. | Рекорди пре почетка Европског првенства 2011. | Рекорди пре почетка Европског првенства 2011. |
| Рекорди                                       | Атлетичарка                                   | Земља                                         | Време                                         | Место                                         | Датум                                         |
| --------------------------------------------- | --------------------------------------------- | --------------------------------------------- | --------------------------------------------- | --------------------------------------------- | --------------------------------------------- |
| Европски рекорд У-20                          | Хилдегард Улрих                               | Источна Немачка                               | 1:57,45                                       | Праг, Чехословачка                            | 31. август 1978.                              |
| Рекорди европских првенстава У-20             | Катрин Вен                                    | Источна Немачка                               | 2:00,25                                       | Швехат, Аустрија                              | 27. август 1983.                              |
| Најбољи европски резултат сезоне У-20         | Анастасија Ткачук                             | Украјина                                      | 2:00,37                                       | Јалта, Украјина                               | 31. мај 2011.                                 |

## Резултати

### Квалификације
Квалификације су одржане 21. јула. Такмичарке су биле подељене у 3 групе. У финале су се пласирале прве 2 из сваке групе (КВ) и 2 на основу резултата (кв).
Почетак такмичења: група 1 у 16:20, група 2 у 16:30, група 3 у 16:40.
| Место | Групе | Стаза | Атлетичарка         | Земља                | ЛР      | ЛРС     | Резултат | Белешка |
| ----- | ----- | ----- | ------------------- | -------------------- | ------- | ------- | -------- | ------- |
| 1.    | 3     | 4     | Анастасија Ткачук   | Украјина             | 2:00,37 | 2:00,37 | 2:04,98  | КВ      |
| 2.    | 1     | 5     | Ровена Кол          | Уједињено Краљевство | 2:03,61 | 2:03,61 | 2:05,65  | КВ      |
| 3.    | 1     | 3     | Лиса Бламбле        | Француска            | 2:06,32 | 2:06,32 | 2:06,12  | КВ, ЛР  |
| 4.    | 3     | 5     | Хана Клајн          | Немачка              | 2:05,93 | 2:05,93 | 2:06,44  | КВ      |
| 5.    | 3     | 3     | Марта Пен           | Португалија          | 2:08,63 | 2:08,63 | 2:07,77  | кв, ЛР  |
| 6.    | 2     | 5     | Олга Љахова         | Украјина             | 2:01,53 | 2:01,53 | 2:07,96  | КВ      |
| 7.    | 3     | 6     | Диана Мезулианикова | Чешка                | 2:06,78 | 2:07,07 | 2:08,04  | кв      |
| 8.    | 2     | 6     | Ајвика Маланова     | Русија               | 2:04,56 | 2:04,56 | 2:08,85  | КВ      |
| 9.    | 3     | 8     | Марина Мањон        | Шпанија              | 2:10,32 | 2:10,32 | 2:09,03  | ЛР      |
| 10.   | 2     | 3     | Стефани Бармет      | Швајцарска           | 2:06,01 | 2:08,42 | 2:09,04  |         |
| 11.   | 2     | 4     | Марија Стамболић    | Србија               | 2:08,43 | 2:09,76 | 2:09,72  | ЛРС     |
| 12.   | 1     | 6     | Халина Амилишчик    | Белорусија           | 2:07,53 | 2:08,23 | 2:10,01  |         |
| 13.   | 1     | 2     | Катарина Смиљанец   | Хрватска             | 2:08,94 | 2:09,12 | 2:10,23  |         |
| 14.   | 3     | 2     | Моли Ренфер         | Швајцарска           | 2:05,47 | 2:05,47 | 2:09,37  |         |
| 15.   | 1     | 7     | Ирене Балдесари     | Италија              | 2:08,93 | 2:08,93 | 2:10,35  |         |
| 16.   | 1     | 4     | Светлана Рогозина   | Русија               | 2:04,57 | 2:04,57 | 2:11,01  |         |
| 17.   | 2     | 2     | Викторија Сауледа   | Шпанија              | 2:09,72 | 2:09,72 | 2:12,30  |         |
| 18.   | 3     | 7     | Маја Пачарић        | Хрватска             | 2:08,52 | 2:08,90 | 2:12,55  |         |
| 19.   | 2     | 8     | Жанет Кенесеи       | Мађарска             | 2:09,27 | 2:09,27 | 2:12,76  |         |
| 20.   | 2     | 7     | Клаудија Бобоча     | Румунија             | 2:07,96 | 2:07,96 | 2:12,90  |         |
| 21.   | 1     | 8     | Ким Баљието         | Гибралтар            | 2:17,82 |         | 2:34,28  |         |

### Финале
Финале је одржано 23. јула 2011. године.
Почетак такмичења: у 17:15.
| Место | Стаза | Атлетичарка         | Земља                | Резултат | Белешка |
| ----- | ----- | ------------------- | -------------------- | -------- | ------- |
|       | 3     | Анастасија Ткачук   | Украјина             | 2:02,73  |         |
|       | 4     | Ровена Кол          | Уједињено Краљевство | 2:03,43  | ЛР      |
|       | 6     | Ајвика Маланова     | Русија               | 2:03,59  | ЛР      |
| 4.    | 8     | Лиса Бламбле        | Француска            | 2:05,77  | ЛР      |
| 5.    | 5     | Олга Љахова         | Украјина             | 2:07,16  |         |
| 6.    | 1     | Марта Пен           | Португалија          | 2:08,38  |         |
| 7.    | 2     | Диана Мезулианикова | Чешка                | 2:09,11  |         |
| 8.    | 7     | Хана Клајн          | Немачка              | 2:09,92  |         |